# Camptacra gracilis
Camptacra gracilis là một loài thực vật có hoa trong họ Cúc. Loài này được (Benth.) Lander mô tả khoa học đầu tiên năm 1987.